# Катерина Говард
 Катерина Говард (англ. Catherine Howard; 1520/1525 — 13 лютого, 1542) — королева Англії, п'ята дружина короля Англії Генріха VIII. Страчена за звинуваченням у подружній зраді.

## Походження
Катерина мала аристократичне походження як онука Томаса Говарда, 2-го герцога Норфолка (1443–1524), але її батько, лорд Едмунд Говард, не був багатим, оскільки був третім сином у сім'ї, а за правилами первородства, старшим син успадкував усе майно батька.
Мати Катерини, Джойс Калпепер, на момент одруження із лордом Едмундом Говардом вже мала п'ять дітей від свого першого шлюбу з Ральфом Лі (бл. 1476—1509). Від Едмунда Джойс народить ще шестеро дітей. Катерина була приблизно десятою дитиною своєю матері. Не маючи грошей на утримання сім’ї, її батькові часто доводилося благати про допомогу своїх більш заможних родичів.
Сестра її батька, Єлизавета Говард, була матір'ю Анни Болейн, другої дружини Генріха VIII. Тобто Катерина була двоюрідною сестрою Анни, а також двоюрідною тіткою Єлизавети I, дочки Анни та Генріха. Також вона була двоюрідною сестрою Джейн Сеймур, третьюї дружини Генріха та матері короля Едуарда VI, оскільки їхні бабусі були сестрами.
Після смерті Джойс Калпепер в 1528 році її батько одружувався ще двічі. У 1531 році він був призначений контролером Кале. Він був звільнений з посади в 1539 році і помер у березні того ж року. Катерина була третьою з дружин Генріха VIII, яка належала до англійського дворянства чи джентрі, в свою чергу Катерина Арагонська та Анна Клевська (перша та четверга дружина відповідоно) були королівськими особами з континентальної Європи.

## Ранні роки
Катерина народилася в Ламбеті близько 1523 року, хоча точна дата невідома. Приблизну дату було визначено на основі заповітів членів сім’ї, порядку народження її та її братів і сестер у різних записах, а також вікового діапазону її фрейлін, які належали до тієї самої вікової групи, і жили в тому ж будинку вдовуючої герцогині Норфолкської, де Катерина проведе більшу частину свого дитинства та юності.

На жаль для Катерини, початок життя в неї був не дуже добрим і це було здебільшого спричинено тим, що її батько, Едмунд Говард, зазвичай приймав неправильні рішення. Будучи третім сином відомої родини, його можливості були обмежені щедрістю багатших членів сім’ї та його власною здатністю прокладати собі шлях. На жаль, він водночас був надмірно гордим і марнотратним. Його образа на короля та подальші події продовжуватимуть передаватись і повільно захоплюватимуть його, а отже, і його родину. У Едмунда розвинулась залежність від азартних ігор, яка загрожувала йому боржницькою в'язницею, і кілька разів через це йому доводилося переховуватися. У своєму розпачливому листі 1527 року до Волсі він зазначає:
Смиренно благаю Вашу милість бути моїм добрим лордом, бо без вашої милостивої допомоги я повністю загубився. Сер, так сталося, що через свої борги я так сильно загрожую Законам Короля, що я не наважуюся ні виїхати за кордон, ні прийти в свій власний дім, і хочу відлучити мене від дружини та моїх бідних дітей...Сер, ніщо не допоможе, крім Вашої ласки та Вашого доброго посередництва перед милістю короля.
Навіть якщо кардинал Волсі справді допоміг родині у відповідь на лист, написаний у 1527 році, мало що про це свідчить; кошти надходили по частинах і, ймовірно, їх було недостатньо. Сім'я впала найнижче в період між 1524 і 1531 роками, що приблизно відповідає даті народження Катерини Говард і її дитинства. Усе це малює образ дівчини, якою, ймовірно, знехтували та яка потенційно була небажаною, оскільки її народження означало майбутній посаг, на який потрібно було знайти гроші. Загалом її дитинство було сповнене невизначеності та нестабільності. Таким чином, більш зрозумілим є те, чому її часто описують як малограмотну та загалом неосвічену. Очевидно, що вона не була головним пріоритетом для її батька, як і її освіта чи майбутні перспективи. У 1531 році допомога прийшла до Катерини опосередковано через втручання її двоюрідної сестри та майбутньої королеви Анни Болейн, до якої Едмунд звернувся щодо посади; його призначили контролером у Кале.
Чи через смерть її матері Джойс приблизно в 1528 році, чи через фінансові проблеми її сім'ї, або через те, що Катерина була все ближче до віку, придатного для опіки, сім'я Катерини розпалася в 1531 році, коли їй було близько 8 років. Двох її старших зведених сестер видали заміж, а Катерину і її брата Генрі відправили під опіку Агнес Говард, її мачухи та вдовуючої герцогині Норфолкської. Герцогиня керувала великими домогосподарствами в Чесворт-хаусі в Горшемі, Сассекс і в Норфолк-хаусі в Ламбеті, де проживали десятки обслуговуючого персоналу, а також її численні підопічні — зазвичай діти аристократичних, але бідних родичів. У той час як відправка маленьких дітей на навчання в аристократичні домогосподарства була звичайною справою серед європейських дворян того часу, нагляд як у Чесворт-хаусі, так і в Ламбеті, очевидно, був слабким. Вдовствуюча герцогиня часто була при дворі і, здається, не брала безпосередньої участі у вихованні своїх підопічних і молодих жінок-помічниць.
Приблизно в 1536 році в родині герцогині в Горшамі Катерина почала вчитися музики з двома вчителями, одним з яких був Генрі Менокс, незабаром між ними зав'язалися стосунки. Невідомо скільки років Меноксу було на той час. Нещодавно було заявлено, що йому було трохи за тридцять, можливо, 36, але це не підтверджено біографами Катерини. Існують докази того, що Менокс ще не був одружений і це було дуже незвично, щоб хтось із його походження на той час не був одружений до тридцяти років. Він одружився десь наприкінці 1530-х років, можливо, у 1539 році, і також існують деякі докази того, що він був такого ж віку, як і двоє інших чоловіків, які служили в домі, включно з його двоюрідним братом Едвардом Уолдегрейвом, який був приблизно підлітком або мав десь двадцять років між 1536 і 1538 роками. Ці докази вказують на те, що в 1536 році Меноксу також було близько двадцяти років.
Сучасні історики обговорюють подробиці та дати цих стосунків. Найпопулярніша теорія, вперше висунута в 2004 році Ретою Варніке, полягала в тому, що стосунки між ними були аб'юзивними, а Менокс застосовував грумінг по відношенню до Катерини і здобував її між 1536 і 1538 роками; це детально описано Конором Бірном. Інші біографи, як-от Гарет Рассел, вважають, що стосунки Менокса з Катериною відбувалася протягом набагато коротшого часу; що Менокс був приблизно такого ж віку, як і вона, але що «їхні стосунки, тим не менше, були невідповідними на кількох рівнях». Він вважає, що Катерина дедалі більше відкидала тиск Менокса щодо сексу з нею і її розлютили його плітки зі слугами про подробиці того, що сталося між ними.
Під час розлідування щодо подружньої зради, вже після того, як Катерина вийшла заміж за Генріха VIII, і Менокс, і Катерина зізналися у тому, що між ними був сексуальний контакт, але безпосереднього статевого акта вони не мали. Під час допиту Катерина сказала: «На улесливі та справедливі переконання Менокса, будучи лише молодою дівчиною, я дозволяла йому час від часу торкатися та доторкатися таємних частин мого тіла, я чесно дозволяла - він не вимагав».
Катерина розірвала контакти з Меноксом у 1538 році, швидше за все навесні. Це неправда, як іноді стверджують, що це сталося через те, що вона почала проводити більше часу в особняку вдовуючої герцогині в Ламбеті, оскільки Ламбет був рідною парафією Менокса, і він також одружився тут, можливо, у 1538 чи 1539 роках. У 1541 році він усе ще жив у Ламбеті. Незабаром після цього Катерину переслідував Френсіс Дерем, секретар вдовуючої герцогині. Вони нібито стали коханцями, звертаючись один до одного «чоловік» і «дружина». Дерем також довіряв Катерині різні обов’язки дружини, наприклад, зберігати його гроші, коли він був у від’їзді у справах. Багато сусідів по кімнаті Катерини серед фрейлін і обслуги вдовуючої герцогині знали про стосунки, які, очевидно, закінчилися в 1539 році, коли герцогиня про них дізналася. Незважаючи на це, Катерина і Дерем, можливо, розійшлися з наміром одружитися після його повернення з Ірландії, погодившись на попередній шлюбний договір. Якби вони дійсно обмінялися обітницями перед статевим актом, то в очах Церкви вони б вважалися одруженими.

## Прибуття до двору
Дядько Катерини, герцог Норфолк, знайшов їй місце при дворі серед прислуги четвертої дружини короля, Анни Клевської. Будучи молодою та привабливою фрейліною, Катерина швидко привернула увагу багатьох чоловіків, у тому числі короля та Томаса Калпепера. На ранніх стадіях її перебування при дворі та до прибуття Анни Клевської стосунки між королем і Катериною майже не згадувалися. Він, здається, вважав її привабливою, і щоразу, коли вони опинялися в компанії одне одного, вони публічно фліртували, але, здається, мало що між ними відбувалося. Коли Анна прибула, а король геть не зацікавився нею, в Катерини поволі почала з’являтися можливість.
До цього моменту Катерина і Томас Калпепер повільно вступали в квазі-стосунки, які не були сексуальними – хоча, судячи з пізніших свідчень, Калпепер очікував, що це незабаром переросте у дещо більше, а також сказав Катерині, що кохає її (ймовірно, це була більше хіть, ніж справжнє кохання). Катерина відхилила залицяння Томаса, а той у відповідь пішов до іншої жінки серед прислуги королеви. Це глибоко засмутило Катерину, яка, схоже, мала певні почуття до нього, бо одного разу вона розплакалася перед іншими фрейлінами. До цього випадку саме вона контролювала, скільки триватимуть стосунки і коли вони закінчаться. Протягом цього часу до Френсіса Дерема дійшли чутки про те, що пара скоро одружиться і він прибув до двору, щоб оскаржити це. Після того, як Катерина йому все розповіда, він повернувся до дому вдовуючої герцогині, який він попросив покинути, оскільки Катерини там більше не було. Вважаючи, що цей відчай був тимчасовим і незабаром мине, Агнес Говард відмовила в цьому проханні.
З самого початку король мало цікавився Анною, але деякі історики стверджують, що, оскільки Томас Кромвель не зміг знайти йому нову пару, Норфолк побачив у цьому можливість. Говарди, можливо, прагнули відновити вплив, отриманий під час правління Анни Болейн як королеви-консорта. За словами Ніколаса Сандера, релігійно консервативна родина Говардів, можливо, вважала Катерину фігурою у своїй боротьбі, висловивши рішучість відновити римо-католицтво в Англії. Католицький єпископ Стівен Гардінер розважав пару у Вінчестерському палаці «бенкетами». Однак Рассел заперечує це твердження.
Із зростанням інтересу короля до Катерини зростав і вплив дому Норфолків. Її юність, вродливість і жвавість захоплювали немолодого государя, який стверджував, що ніколи не знав «подібної жінки». Через кілька місяців після її прибуття до двору, Генріх подарував Катерині землю та дорогий одяг. Першим адміністративним підтвердженням цього бул грант, наданий 24 квітня 1540 року. Генріх називав її своєю «перлиною жіночого існування» (те, що він називав її своєю «трояндою без шипів», швидше за все, міф). Французький посол Шарль де Марійяк вважав її «чудовою». На портреті Гольбейна була зображена молода дівчина з каштановим волоссям, із характерним гачкуватим носом Говардів. Кажуть, що Катерина мала «лагідне, серйозне обличчя», тоді як Елізабет і Агнес Стрікленд, які є співавторами біографії Катерини Говард вікторіанської епохи в «Життях королев Англії: Том IV», описують її як маленьку на зріст, але повну статуру.

## Шлюб
Генріх  і Катерина були повінчані лондонським єпископом Боннером у Отлендському палаці 28 липня 1540 року, у той самий день, коли було страчено Кромвеля. Катерині було 17, а самому королю 49. Катерина прийняла французький девіз «Non autre volonté que la sienne», що означає «Немає іншої волі, крім його». Шлюб було оприлюднено 8 серпня і молитви були виголошені в Королівській каплиці в палаці Гемптон-корт. Генріх «задовольняв усі її примхи» завдяки її «капризу».
Катерина була молодою, веселою і безтурботною. Вона була надто молодою, щоб брати участь у державних справах. Тим не менш, щоночі сер Томас Хенідж, камергер табуретки, приходив до її кімнати, щоб доповісти про благополуччя короля. Жодних планів щодо коронації не було, але вона все-таки проїхала вниз по річці на королівській баржі до лондонського Сіті під вогнепальним салютом і акламацією. Її поселили в замку Бейнард. У дворі мало що змінилося, окрім появи багатьох членів родини Говардів. Щодня вона одягала новий одяг за французькою модою, прикрашений дорогоцінними каменями та золотом навколо рукавів.
Королева втекла з охопленого чумою Лондона в серпні 1540 року. Прислуга подорожувала разом із парою у весільній подорожі через Редінг і Бекінгем. Король почав активно витрачати гроші, щоб відсвяткувати своє весілля, масштабно відреставрувавши палац Вайтголл. З часом Генріх робив дорожчі подарунки на Різдво в палаці Гемптон-Корт.
Тієї зими поганий настрій короля поглибився, він став ще більш лютим, частково це було викликано болем від його подагри на нозі. Він звинуватив радників у тому, що вони «брехливі служителі часу» і почав шкодувати про страту Кромвеля. Після темного й депресивного березня його настрій покращився на Великдень.
Велася підготовка до будь-яких ознак королівської вагітності, про які Маріллак повідомив 15 квітня, що «якщо це дійсно так, вона буде коронована на Трійцю».

## Падіння
Згідно з пізнішим свідченням Дерема, під час шлюбу з королем Катерина могла мати стосунки з улюбленим придворним Генріха, Томасом Калпепером, молодим чоловіком, який «заступив [його] в прихильності королеви». Вона розглядала можливість вийти заміж за Калпепера, коли була фрейліною Анни Клевської.

У любовному листі Калпепер назвав Катерину «моєю маленькою, милою дурнею». Стверджується, що навесні 1541 року пара таємно зустрічалася. Їхні зустрічі нібито влаштовувала одна зі старших фрейлін Катерини, Джейн Болейн, віконтеса Рочфорд (леді Рочфорд), вдова страченого двоюрідного брата Катерини, Джорджа Болейна, брата Анни Болейн.

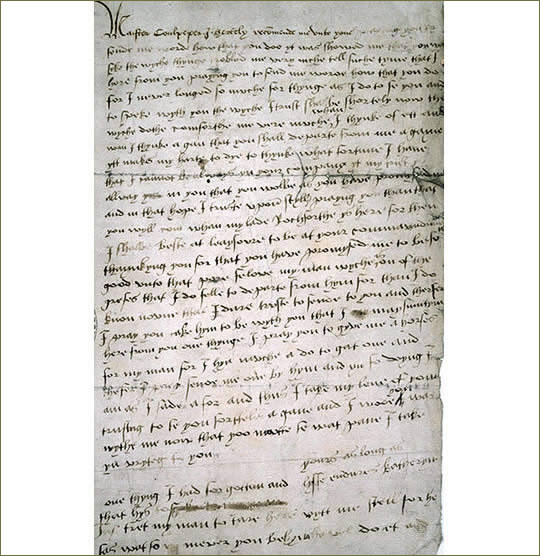
Лист Катерини до Томаса Калпепера

Люди, які стверджували, що були свідками її колишньої сексуальної поведінки, коли вона жила в Ламбеті, як повідомляється, зв’язувалися з нею, щоб отримати послуги в обмін на їхнє мовчання, і деякі з цих шантажистів, можливо, були призначені в її королівський будинок. Джон Ласселс, прихильник Кромвеля, звернувся до архієпископа Кентерберійського Томаса Кранмера, сказавши йому, що його сестра Марія відмовилася стати частиною дому королеви Катерини, заявивши, що вона була свідком «світлих» шляхів королеви, коли вони жили разом у Ламбеті. Потім Кранмер допитав Марію Ласселс, яка стверджувала, що Катерина мала сексуальні стосунки, коли жила під опікою герцогині Норфолкської до її стосунків з королем.
Кранмер негайно взявся за справу, щоб повалити своїх суперників — римо-католицьку родину Норфолк. Леді Рочфорд допитували і оскільки вона боялася, що її будуть катувати, вона погодилася говорити. Вона розповіла, як стежила за Катериною під сходами, коли Калпепер тікав з її кімнати.
Під час розслідування в покоях Калпепера було знайдено любовний лист, написаний характерним почерком королеви. Це єдиний її лист, який зберігся (крім її пізнішого «зізнання»).
У День усіх святих, 1 листопада 1541 року, король домовився, щоб його знайшли у молитві в Королівській каплиці. Там він отримав листа з описом звинувачень проти Катерини. 7 листопада 1541 року архієпископ Кранмер очолив делегацію радників до Вінчестерського палацу в Саутворку, щоб допитати її. Навіть непохитний Кранмер вважав несамовитий, безладний стан підлітка Катерини жалюгідним, кажучи: «Я знайшов її в такому плачу та тяжкості, як я ніколи не бачив жодної істоти, так що серцю будь-якої людини було б шкода, дивлячись на неї». Він наказав охоронцям прибрати всі предмети, які вона могла використати для самогубства.

## Ув'язнення та смерть
Встановлення наявності попереднього контракту між Катериною і Деремом мало б розірвати шлюб Катерини з Генріхом, але це також дозволило б Генріху анулювати їхній шлюб і вигнати її з двору, щоб жити в злиднях і ганьбі замість того, щоб стратити її, хоча немає жодних ознак того, що Генріх вибрав би цей варіант. Спочатку Катерина відверто зізналася у своїх стосунках із Деремом, але згодом вона рішуче заперечувала будь-який попередній договір, стверджуючи, що Дерем її зґвалтував.
Катерину позбавили титулу королеви 23 листопада 1541 року та ув'язнили в новому абатстві Сьон, Міддлсекс, колишньому монастирі, де вона провела всю зиму 1541 року. Таємний радник зобов’язав її повернути перстень, який раніше належав Анні Клевській і який подарував їй король; це було символом позбавлення її королівських і законних прав. Король буде в Гемптон-Корті, але вона більше його не побачить. Незважаючи на це, її шлюб з Генріхом ніколи не був формально анульований.
1 грудня 1541 року Калпепер і Дерем були притягнуті до суду за звинуваченням у державній зраді. Їх стратили в Тайберні 10 грудня 1541 року, Калпепера обезголовили, а Дерема повісили, потрошили й четвертували. За звичаєм їхні голови помістили на шпиці на Лондонському мосту. Багатьох родичів Катерини також утримували в Тауері, судили, визнали винними в приховуванні державної зради і засудили до довічного ув'язнення та конфіскації майна. Її дядько, герцог Норфолкський, дистанціювався від скандалу, пішовши в Кеннінгхолл, щоб написати листа з вибаченнями, поклавши всю провину на свою племінницю та мачуху. Його син Генрі Говард, граф Суррей, поет, залишався фаворитом короля. Тим часом король ще більше занурився в хворобливість і потурав своєму апетиту до їжі та жінок.
Катерина залишалася в підвішеному стані, поки парламент не представив 29 січня 1542 року законопроект про конфіскацію землі та громадянських прав, які виникли внаслідок смертного вироку за державну зраду чи злочин, який був прийнятий 7 лютого 1542 року. Закон про королівську згоду 1541 року вважав державною зрадою та карався смертю, якщо королева-консорт не розкрила королю свою сексуальну історію протягом 20 днів після їхнього одруження або спонукала когось до перелюбу з нею. Цей документ заднім числом вирішив питання передбачуваного попередніх стосунків Катерини і зробив її однозначно винною. Офіційного суду не було.

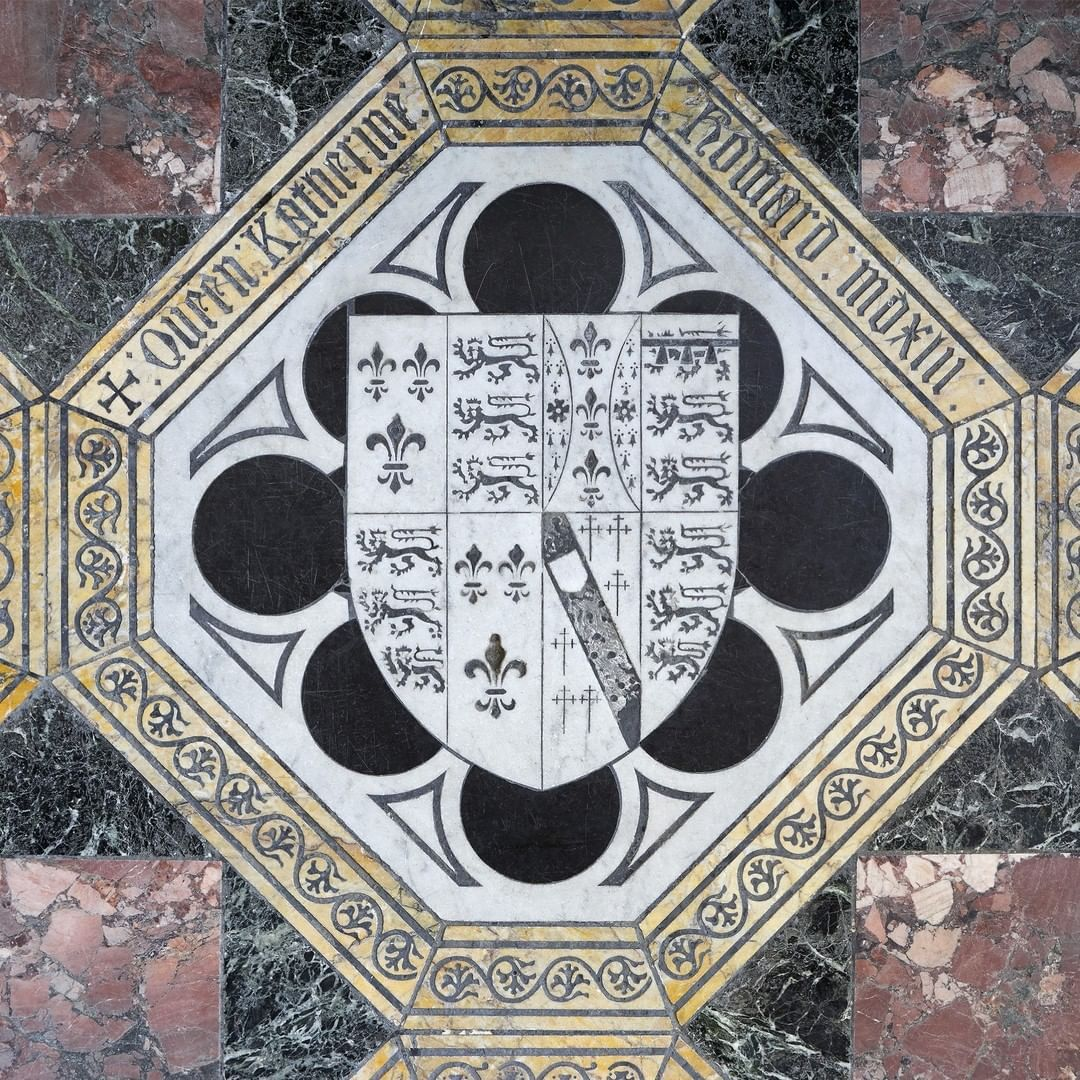
Могила Катерини Говард

Коли лорди Ради прийшли за нею, вона нібито запанікувала і закричала, коли вони затягнули її в баржу, яка супроводжувала її до Тауера в п’ятницю 10 лютого 1542 року, її флотилія проходила під Лондонським мостом, де штиках висіли голови Калпепера і Дерема (де вони й залишалися до 1546 р.). Увійшовши через Ворота зрадників, її привели до камери. Наступного дня білль одержувача отримав королівську згоду і її страту було призначено на 7:00 ранку в понеділок, 13 лютого 1542 року. Організаційними роботами щодо страти керував сер Джон Гейдж у ролі констебля Тауера.
Вважається, що в ніч перед стратою Катерина провела багато годин, тренуючись класти голову на каміння для страти, яке їй принесли на її прохання. Вона померла з відносним спокоєм, але виглядала блідою й наляканою; їй потрібна була допомога, щоб піднятися на ешафот. Згідно з народним переказом, її останніми словами були: «Я помру королевою, але краще б я померла дружиною Калпепера», але жодні свідчення очевидців не підтверджують це, натомість повідомляють, що вона дотримувалася традиційних останніх слів, просячи прощення за свої гріхи і визнаючи, що вона заслуговує смерті «тисячою смертей» за зраду короля, який завжди поводився з нею так милостиво. Вона назвала своє покарання «гідним і справедливим» і попросила помилування для своєї родини та молитов за її душу. Це було типово для промов, які виголошували люди, страчені в той період, швидше за все, намагаючись захистити свої сім’ї, оскільки останні слова засуджених передавали королю. Потім Катерині відрубали голову сокирою ката.
Франциск I, коли сер Вільям Педжет розповів, як королева «чудово образила короля», поклав руку йому на серце і оголосив своєю вірою як джентльмен, що «вона вчинила дивовижне зло». Почувши звістку про страту Катерини, король Франциск написав Генріху листа, в якому висловив жаль з приводу «розпусної та неслухняної [злої] поведінки королеви» та порадив йому, що «легкість жінок не може зруйнувати честь чоловіків».
Одразу після цього леді Рочфорд стратили на Тауер Грін. Обидва тіла були поховані в безіменній могилі в сусідній каплиці Св. Петра ад Вінкула, де також лежали тіла двоюрідних сестри та брата Катерини, Анни та Джорджа Болейн. Інші кузени також були в натовпі під час страти, включаючи графа Суррея. Король Генріх присутнім не був. Під час реставрації каплиці за правління королеви Вікторії, тіло Катерини, як деякі інші, ідентифіковано не було. Її вшановують на меморіальній дошці на західній стіні, присвяченій усім тим, хто загинув у Тауері.

## Історіографія
Катерина була предметом суперечок у сучасних біографіях, «Трагедія Тюдорів» Лейсі Болдуін Сміт (1967); «Катерина Говард: Змова Тюдорів» Джоанни Денні (2006); «Катерина Говард: Наклепницька королева Генріха VIII» Конора Бірна (2019) та «Молода, проклята і справедлива», Гарет Рассел (2017). Кожна з них більш-менш симпатизує Катерині, хоча вони розходяться в різних важливих моментах, пов'язаних з її мотивацією, датою народження та загальним характером.
Її життя також було описано в п’яти колективних дослідженнях про королев Генріха, які з’явилися після публікації «Шість дружин Генріха VIII» Елісон Вейр (1991) та «Шість дружин: королеви Генріха VIII» Девіда Старкі (2003). Кілька з цих авторів дуже критично ставилися до поведінки Катерини, хоча й співчували її подальшій долі. Болдуін Сміт описав життя Катерини як життя гедонізму та охарактеризував її як «неповнолітнього злочинця», як і Френсіс Гекетт у своїй біографії Генріха 1929 року. Вейр мала майже таке ж судження, описуючи її як «пустоголову розпусницю». Інші письменники, особливо ті, хто вивчає історичні тенденції, що перевищують життя Катерини, були набагато критичнішими щодо неї. У своїй книзі «Тюдорські королеви Англії», в якій розповідається про 14 дружин і суверенів, Девід Лоадес описав Катерину як «дурного і надмірно сексуального підлітка», яка «безсумнівно, поводилася як повія», і написав, що її відмова від попереднього контракту була «мірою її дурості»; однак він також сказав, що вона померла, коли їй було «всього 20 років, вона була лише дитиною». У своїй книзі «Жінки Єлизавети», описуючи піднесення королеви Єлизавети I (падчерки Катерини), Трейсі Борман написала, що Катерина була «такою ж сексуальною хижачкою, як [Френсіс] Дерем», і звинуватила майже повністю Катерину у своїй долі.
Проте характеристики Лоадеса та Борман надзвичайно суворі. Загальна тенденція була більш справедливою щодо Катерини, особливо в роботах Антонії Фрейзер, Карен Ліндсі, Джоанни Денні, Конора Бірна, Джозефіни Вілкінсон і Гарета Рассела. Люсі Ворслі також добріше, сучасніше дивиться на звинувачення проти Катерини і її зв’язок із чоловіками, які скористалися нею в молодості. У своєму міні-серіалі BBC «Шість дружин» вона стверджує, що сьогодні замість «дівчинки для розваги», якою її змальовують деякі історики, ми назвали б її «дитиною, яка піддалася насильству».

## Титули

Герд Катерини

- Її Величність Королева Англії (1540-1541)

## Портрети
Немає жодного підтвердженого сучасного потрета Катерини Говард і немає жодних документальних доказів того, що її портрет коли-небудь був намальований. «Є велика ймовірність того, що будь-яке зображення Катерини було знищено» після її страти або «[зображення] ігнорувалося, доки її особистість не стала предметом дискусії для наступних поколінь». Тривають дебати щодо особи натурниці(ь) для потенційних портретів.

### Мініатюри
Дві портретні мініатюри Ганса Гольбейна Молодшого, одна в Королівській колекції, а інша в колекції Букклеха, традиційно вважалися сучасними портретами нещасливої королеви. Якщо Версія Королівської колекції у Віндзорі, підтвердиться, що це її зображення, це буде єдиною збереженою картиною з життя та приблизно датованою часом її царювання. Історик Девід Старкі підтвердив приблизно 1540 рік, спираючись на деталі її одягу та техніку мініатюри. На ній коштовний камінь, схожий на той, що зображений на портреті Джейн Сеймур Гольбейна в Музеї історії мистецтв у Відні.
Якщо ця ідентифікація правильна, то намисто та кулон, можливо, були подаровані Катерині Генріхом VIII на честь їхнього одруження в 1540 році. Те, що ці портрети належать королеві Тюдорів і, можливо, Катерині Говард, ще більше підтверджує той факт, що для натурниць дублюючих версій мініатюр зазвичай не існує, за винятком королівських. На жаль, немає підтверджених схожих на неї мініатюр, з якими можна було б порівняти ці портрети. Обидві версії давно задокументовані, починаючи з 1736 року за версію Баклю і 1739 (або принаймні 1840-х років) за версією Віндзора.
Однак останніми роками традиційні припущення щодо цих портретів піддаються оскарженню, причому з обґрунтованими доказами. Мистецтвознавець Френні Мойл у книзі «Королівський художник: Життя та час Ганса Гольбейна» (2021) стверджує, що мініатюра Королівської колекції не схожа на Катерину Говард. Натомість вона стверджує, що це зображення королеви Анни Клевської, яка також вийшла заміж за короля в 1540 році (що робить дати Девіда Старкі все ще точним і підтвердженими потенційною повторною ідентифікацією). Натомість Мойл був «вражений неймовірною схожістю няні» з мініатюрою Анни від Гольбейна 1539 року, яка зараз знаходиться в Музеї Вікторії та Альберта. Вона також звертає увагу на той факт, що Гольбейн, який відомий тим, що використовує символіку в своїм картинах, вирішив встановити мініатюру на гральній карті «Четвірка бубнів» і таким чином, як припускають, мав на увазі мініатюру Анни Клевської, четвертої дружини Генріха VIII. Нарешті, Мойл зазначає, що королівські ювелірні вироби королев Англії, як тоді, так і зараз, є власністю корони та нинішнього власника титулу. Таким чином, окремі вироби передавали та носили кілька королев Генріха.

### Інші портрети
Малюнок Гольбейна (нижче) також традиційно ідентифікується як зображення Катерини Говард, але це також виглядає безпідставним.

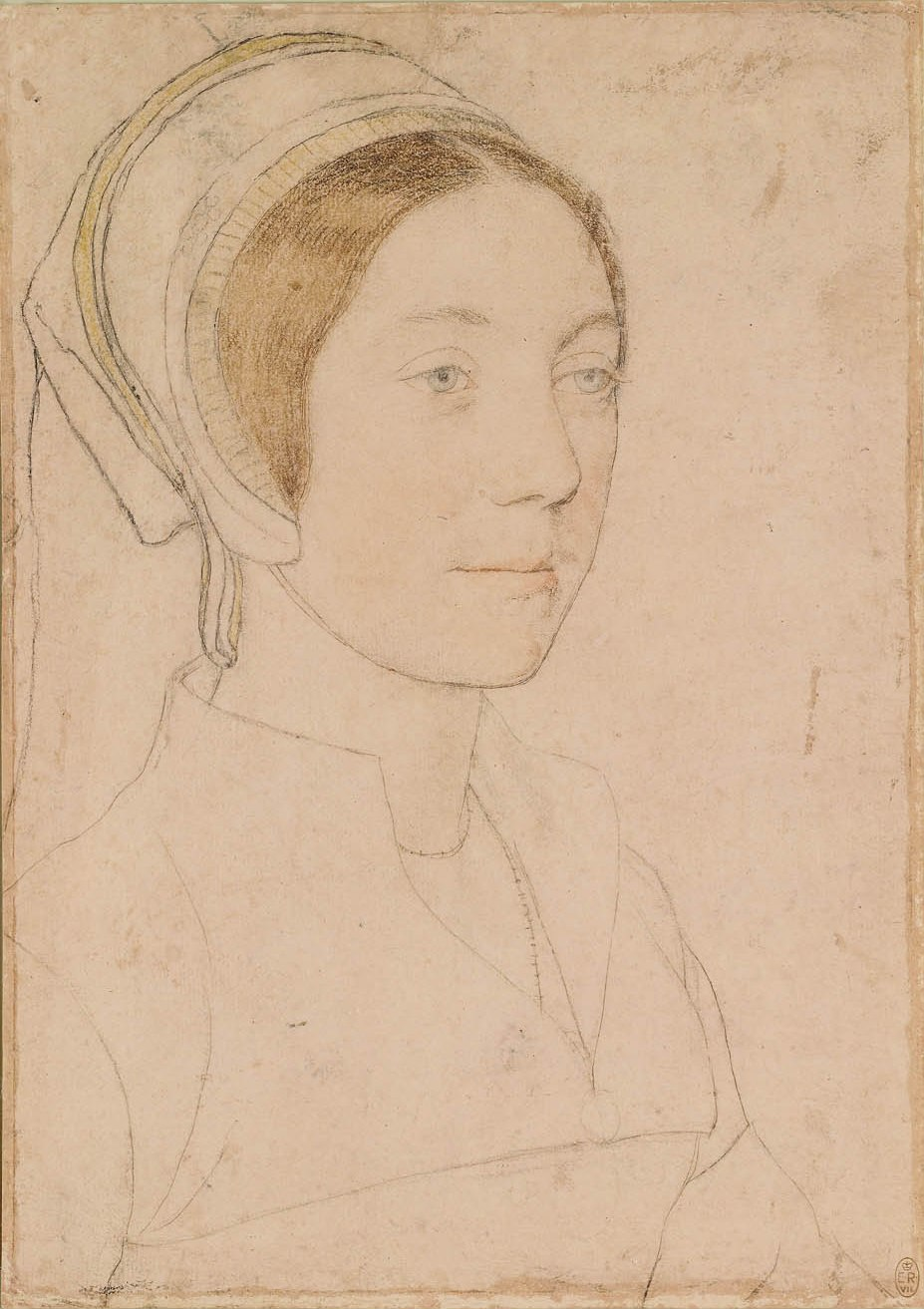
Невідома жінка бл. 1532–1543 рр., Ганс Гольбейн Молодший
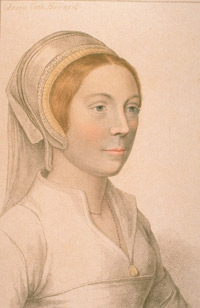
Невідома жінка, названа Катериною Говард, 1797 рік, Франческо Бартолоцці за Гансом Гольбельном

Сучасний портрет жінки в чорному, написаний Гансом Гольбейном Молодшим, був ідентифікований істориком мистецтва сером Лайонелом Кастом у 1909 році як Катерина Говард. Портрет (нижче), датований приблизно 1535–1540 роками, виставляється в Музеї мистецтв Толідо як портрет жінки, ймовірно, члена родини Кромвелів. До наших днів дійшли дві копії: версія 16-го століття в замку Хевер виставлена як портрет жінки, яка, як вважають, є Катериною Говард; Національна портретна галерея виставляє подібну картину, Невідома жінка, раніше відома як Кетрін Говард, з кінця 17 ст. портрет із написом ETATIS SVÆ 21, який вказує на те, що жінка була зображена у віці двадцяти одного року, довгий час асоціювався з молодою королевою Генріха VIII, але тепер вважається, що вона є членом родини Кромвелів.

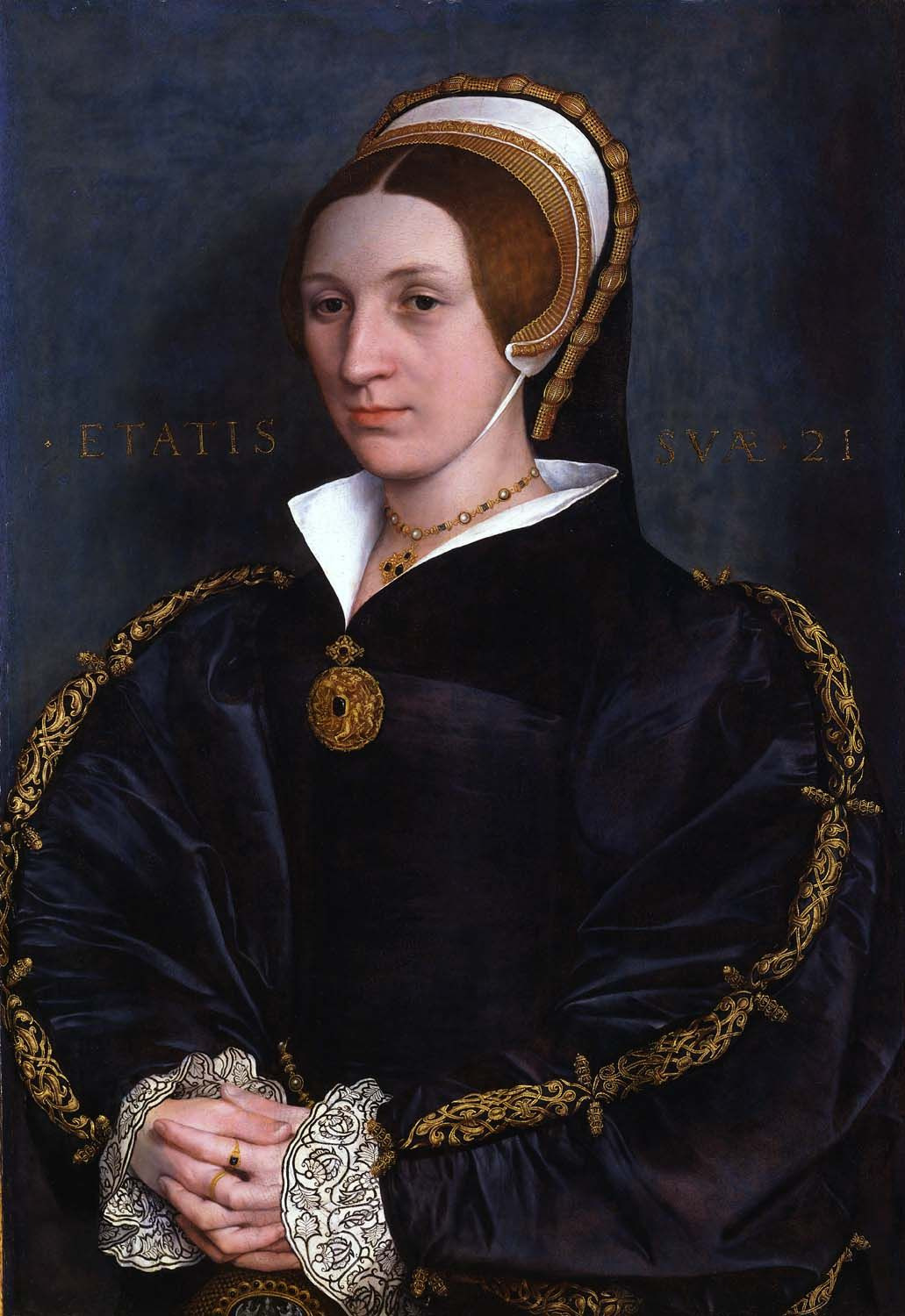
Портрет жінки, ймовірно, члена родини Кромвелів бл. 1535–1540
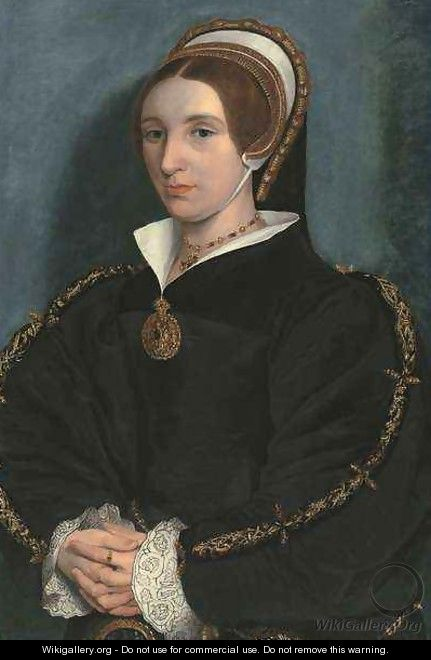
Портрет жінки, яка вважається Катериною Говард, 16 століття, послідовник Ганса Гольбейна Молодшого (замок Хевер)
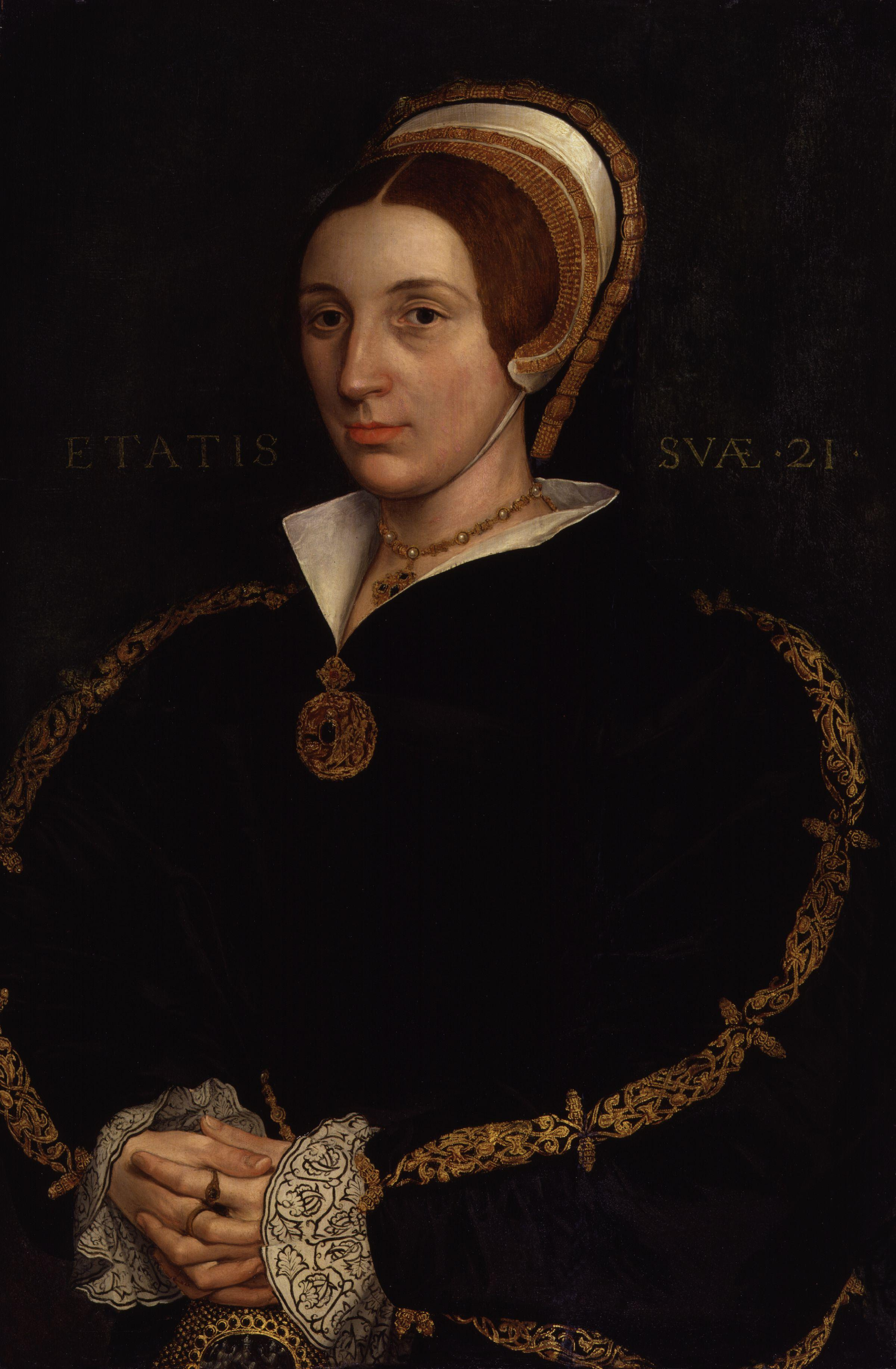
Невідома жінка, раніше відома як Катерина Говард, кінець 17 століття, на честь Ганса Гольбейна Молодшого
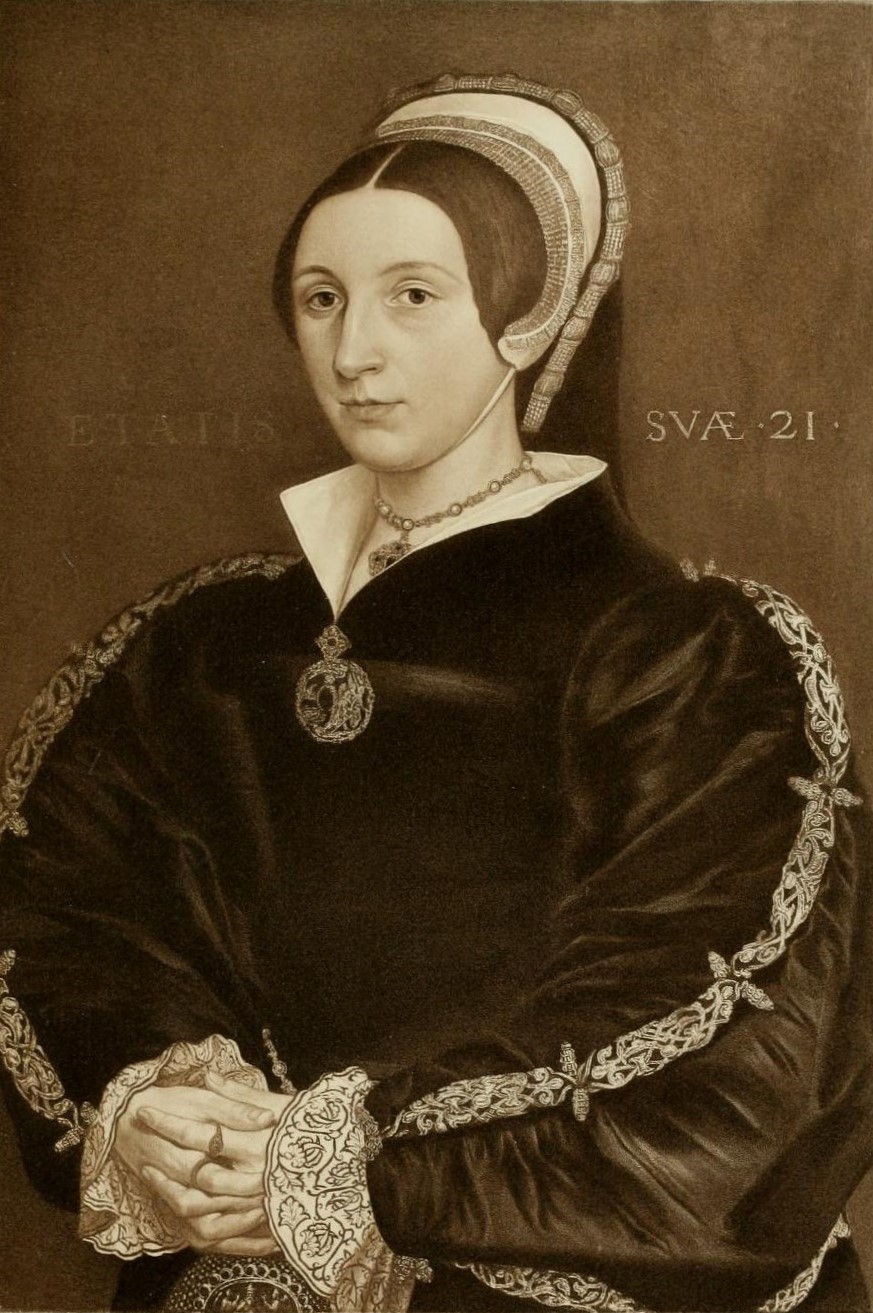
Невідома жінка, раніше відома як Катерина Говард, 1902 рік, на честь Ганса Гольбейна Молодшого

У 1967 році історик мистецтва сер Рой Стронг зазначив, що і портрет Толідо і версія Національної портретної галереї з’являються в контексті серії портретів членів родини дядька протектора, сера Олівера Кромвеля (бл. 1562–1655), і мають походження, яке пов'язує їх із родиною Кромвелів.
Він стверджував, що на портреті в Музеї мистецтв Толідо «по праву має бути зображена жінка з родини Кромвелів у віці 21 року близько 1535–1540 років» і припустив, що ця жінка могла бути Елізабет Сеймур, дружина Грегорі Кромвеля, 1-го барона Кромвеля, сина Томаса Кромвеля, графа Ессекса. Він заявив, що «датованою паралеллю для одягу, зокрема характерного вирізу рукавів, є «Христина Данська» Гольбейна 1538 року». Джон Роулендс погодився, що «портрет, безсумнівно, може належати до періоду бл. 1535-40 рр., але головний убір свідчить про кінець цього періоду». Герберт Норріс стверджував, що натурниця носить рукави, які відповідають стилю, встановленому Анною Клевською, що датує портрет після 6 січня 1540 року, коли відбулося одруження Анни з Генріхом VIII. Оригінал Гольбейна датований 1535–1540 роками, але Національна портретна галерея датує свою копію кінцем 1600-х років. Здавалося б, це вказує на натурницю, яка все ще була зв’язком, пам’ять про яку потрібно вшановувати понад століття потому (на відміну від Катерини).

Історики Антонія Фрейзер, Діармейд МакКаллох і Дерек Вілсон вважають, що на портреті, ймовірно, зображена Елізабет Сеймур. Антонія Фрейзер стверджувала, що натурницею є сестра Джейн Сеймур, Елізабет, вдова сера Ентоні Утреда, на тій підставі, що жінка має схожість з Джейн, особливо щодо носа та підборіддя, і носить чорний одяг вдови. Розкішний чорний одяг дами, ознака багатства та статусу, не обов’язково означав траур, її прикраси свідчать про інше. Дерек Вілсон зазначив, що «у серпні 1537 року Кромвелю вдалося одружити свого сина Грегорі з Елізабет Сеймур», молодшою сестрою королеви. Тому він був пов’язаний через шлюб із королем, «подія, варта того, щоб зберегти для нащадків портрет його [Кромвеля] невістки». Картина була власністю родини Кромвелів протягом століть. За словами останнього біографа Ганса Гольбейна, Френні Мойл, «один із найяскравіших портретів жінки, яку будь-коли створював Гольбейн, — портрет невістки Кромвеля, намальований, ймовірно, у 1539 році, коли їй виповнився двадцять один».

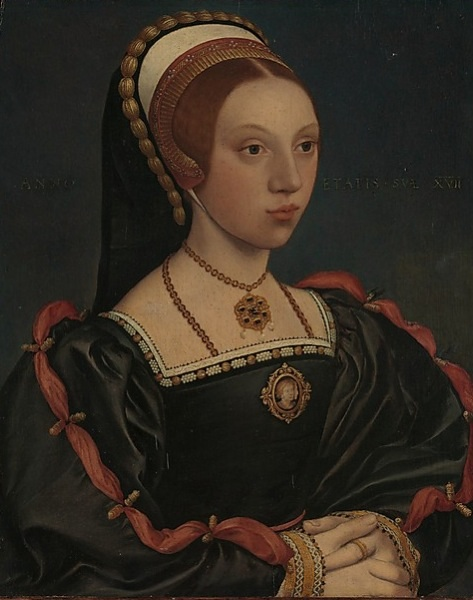
Портрет молодої жінки, бл. 1540–45, майстерні Ганса Гольбейна Молодшого
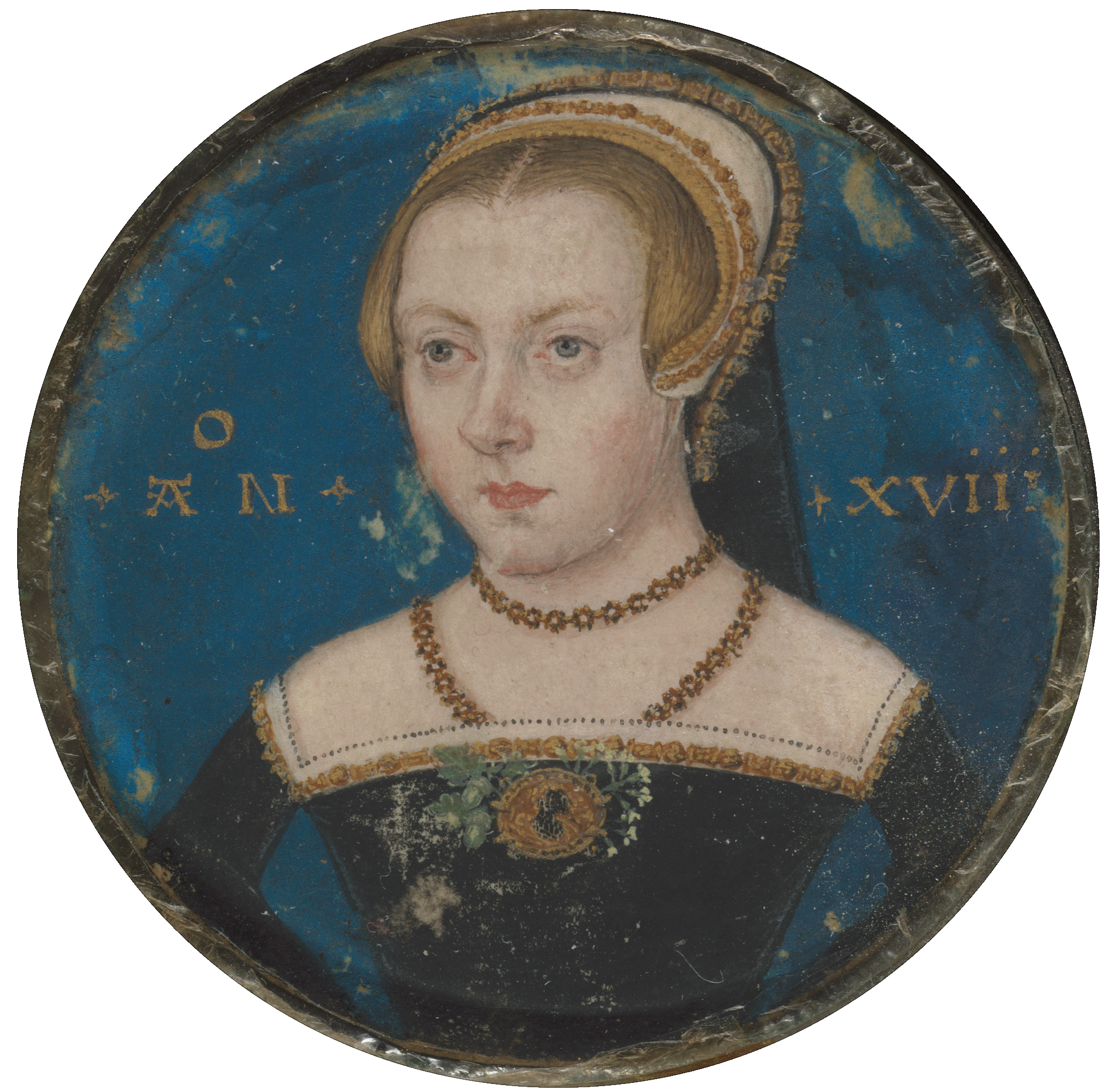
Портрет невідомої жінки, ймовірно, Марії I бл. 1535, Лукас Горенбут

Нещодавно Сьюзан Джеймс, Джеймі Франко та Конор Бірн визначили Портрет молодої жінки, пензля майстерні Ганса Гольбейна в Музеї мистецтва Метрополітен, як портрет королеви. Бретт Долман зазначив, що ця гіпотеза «спокуслива, але непереконлива». Однак він більше відповідає загальним припущенням про зовнішність Катерини, ніж інші непідтверджені та дискредитовані варіанти. Цей портрет у правильному часовому відрізку зображує досить молоду жінку заможну та високого статусу в соціальній ієрархії епохи Тюдорів. Також відомо, що Катерина віддавала перевагу французьким капюшонам, як на зображенні, а також любила моду. Це зображення унікальне серед багатьох інших портретів тим, що немає інших схожих зображень, які б чітко зображали ту саму жінку. Це означає, що менш імовірно, що це інша копія відомої особи, а натомість потенційно хтось, кого раніше не ідентифікували. Усі ці чинники роблять обґрунтованою можливість, що це Катерина, виходячи з усіх доказів.
Портрет невідомої жінки (близько 1535 р.) також розглядався як потенційна мініатюра Катерини. Однак після подальшого аналізу Британськими дослідженнями мистецтва, рецензованим видавцем художніх стипендій, Поллі Солтмарш стверджує, що це зображення майбутньої королеви Марії I, яка збігається з мініатюрою кількома факторами. Подоба має задертий ніс і блакитно-сірі очі, які є відомими рисами Марії та зазвичай присутні на її підтверджених зображеннях. Мініатюра, будучи єдиною, також є підтвердженою схожістю на члена королівської родини, оскільки мініатюри не існували за межами королівської родини в цей період часу. Нарешті, оскільки вона датується приблизно 1535 роком, ідентифікація Марії також є точною, оскільки літера "XVIII" латинського означає 18. Як правило, римські цифри на мініатюрах і портретах Тюдорів вказували або на рік, або на вік особи, яка зображена. У 1534 році Марії I виповнилося 18 років. Загалом, усі ці факти свідчать про такий висновок. Навряд чи Катерина Говард була намальована в 1535 році, будучи 11-річною дівчинкою, дочкою бідного молодшого сина відомої родини Говардів. Щоб зробити речі правдоподібнішими, це означало б збільшмим дату з приблизно 1535 року на 5 років приблизно 1540 року. Порівнюючи два варіанти, знову ж таки, Марія I найкраще підходить для ідентифікації.

## Кінообрази
- Бінні Барнс  у фільмі «Приватне життя Генріха VIII» (1933)
- Доун Аддамс у фільмі «Юна Бесс» (1953)
- Лінн Фредерік у серіалі «Шість дружин Генріха VIII»
- Моніка Дітріх у фільмі «Придовжуй, Генріху» (1971)
- Емілі Блант у серіалі «Генріх VIII» (2003)
- Тамзін Мерчант в серіалі Тюдори